# Stanisława Domagalska
Stanisława Domagalska (ur. 5 lipca 1946 w Radomiu, zm. 2 czerwca 2007) – polska pisarka dla dzieci i młodzieży, dziennikarka, autorka filmów dokumentalnych, działaczka opozycji antykomunistycznej.

## Życiorys
Była absolwentką filologii polskiej Uniwersytetu Warszawskiego. W pierwszej połowie lat 70. pracowała w Wytwórni Filmów Dokumentalnych w Warszawie. Uczestniczyła w protestach przeciwko zmianom w Konstytucji PRL w 1975/1976. W 1975 rozpoczęła pracę w jako wychowawczyni w sanatorium neuropsychiatrii dziecięcej w Garwolinie, następnie jako nauczycielka języka polskiego w szkole podstawowej. Równocześnie publikowała książki dla dzieci. W 1981 rozpoczęła pracę w „Tygodniku Solidarność”, początkowo w dziale listów, następnie także jako autorka reportaży.
W stanie wojennym współpracowała z „Tygodnikiem Wojennym”, była członkiem jednej z jego tzw. redakcji zastępczych, powstałej na wypadek aresztowania głównej redakcji, redagowała w związku z tym razem z Janem Doktorem numery 90-100 (lipiec-grudzień 1984). Równocześnie od 1983 pracowała w legalnie wydawanym miesięczniku „Powściągliwość i Praca”. Od listopada 1984 do 1990 była również członkiem redakcji drugoobiegowego tygodnika „Przegląd Wiadomości Agencyjnych”. W 1989 przejściowo powróciła na kilka miesięcy do reaktywowanego „Tygodnika Solidarność”.
Od 1991 realizowała filmy w Studiu Filmowym Kronika. Współpracowała m.in. z Pawłem Kędzierskim. Należała do Stowarzyszenia Pisarzy Polskich. Zbiór jej reportaży z lat 1978-2002 ukazał się w tomie Intensywny zapach ruty (wyd. dom na wsi, Ossa 2008)

## Twórczość pisarska
- Szkoda, że nie zamarza morze (1974),
- Przyszywany dziadek (1975),
- Coś (1977),
- Jeszcze nie teraz (1979),
- Kapeć (1981),
- Trzy piętra zwyczajnych przygód (1981),
- Bajki miejskie. Dzieciom w dniu ich święta (1985)
- Żegnaj smutku (1991)

## Filmografia[4]
- 1974 – Satysfakcja (scenariusz, wspólnie z Bohdanem Kosińskim),
- 1981 – Dzień dziecka (współpraca realizatorska),
- 1986 – Świadkowie (wywiad),
- 1994 – Łódź podwodna (realizacja),
- 1995 – Przystanek Borne (reżyseria, scenariusz),
- 2000 – Dar wolności (współpraca reżyserska),
- 2004 – Powstanie zwykłych ludzi (współpraca reżyserska),
- 2005 – Komitet na Piwnej. Opowieści (współpraca realizatorska),
- 2006 – Teraz wtedy (współpraca reżyserska),